# Château de Vayres
Pour le château du département de la Vienne, voir Château de Vayres (Saint-Georges-lès-Baillargeaux).
Le château de Vayres est un château historique situé dans la commune de Vayres, dans le département de la Gironde, en France, à environ 25 km du centre de Bordeaux.
Cette forteresse du Moyen Âge dominant la Dordogne, a été remaniée à la Renaissance puis en 1700.
L'histoire du château est liée à celle de la ville de Bordeaux qu'il a participé à protéger. Il a longtemps appartenu à la famille d’Albret jusqu'au roi Henri IV, qui l'a vendu à une illustre famille bordelaise, les Gourgue.

## Histoire
Dominant la Dordogne, sur l’axe de communication avec le centre de la France, le site de Vayres a été occupé très tôt dans l’histoire. En effet, il présentait un grand intérêt stratégique, en particulier pour la défense de Bordeaux. Des fouilles ont permis de mettre au jour des fours de poterie de l'époque gallo-romaine confirmant la présence, déjà à cette époque, d’une population nombreuse. À un oppidum gallo-romain a succédé un premier château fort en bois.

### L'époque médiévale
Dès le XIe siècle, le château de Vayres est en pierre, comme l’atteste un écrit datant de 1092. Il ne reste rien de ce donjon médiéval entouré.
Le château de Vayres appartient d'abord à la famille Gombaud. La fille de Raimond Gombaud seigneur de Vayres, Thomase, l'apporte à Guitard de Bourg. Au XIIIe siècle, Amanieu VII d’Albret devient seigneur de Vayres lorsqu’il reçoit le château et ses terres par sa femme Rose de Bourg. Il fortifie le château en créant la « Tour du moulin ». C’est un tournant dans l’histoire du monument puisqu’il restera possession de la famille d’Albret pendant près de 300 ans, jusqu'au roi Henri IV.
À partir de 1326, Bérard Ier de Vayres prend parti pour l’Angleterre qui contrôle alors la Guyenne. Il obtient un soutien financier du roi Édouard II et développe le château de Vayres en une vaste forteresse. De cette période subsistent, de nos jours, le donjon, le châtelet d’entrée et les douves qui ont toujours été sèches.
Le château fut considérablement endommagé durant la Guerre de Cent Ans. Les propriétaires successifs se ralliant tantôt aux Français, tantôt aux Anglais, Vayres fut saisi en représailles et donné à des personnages célèbres successifs : Gaston de Foix, une autre branche de la famille d’Albret, etc. Il vint même par mariage en 1499 à César Borgia dont la fille restitua Vayres à Henri d’Albret, roi de Navarre et grand-père du futur roi de France Henri IV en 1535.

### La Renaissance
Henri de Navarre, qui n'est pas encore le roi Henri IV, hérite du château de Vayres par sa mère Jeanne d'Albret. Il y séjourne à plusieurs reprises puis, ruiné, le vend en 1583 à Ogier de Gourgue.

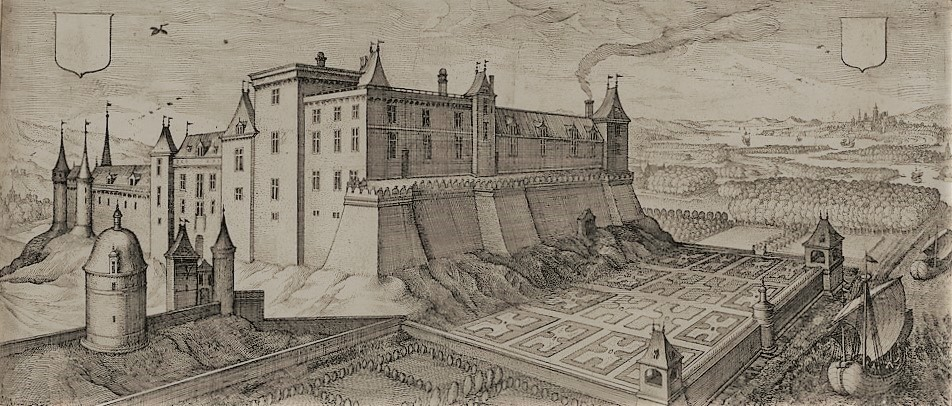
Le château de Vayres au XVIIe siècle, gravé par Matthäus Merian.

Président des trésoriers des finances de Guyenne, Ogier de Gourgue est un personnage riche et puissant. Il entreprend les indispensables grands travaux. La forteresse est alors transformée en château d’agrément dans le style de la Renaissance. En 1586, Gourgue fait peut-être appel à un architecte de renommée européenne, Louis de Foix, qui fut l’ingénieur du phare de Cordouan et travailla à la cour d’Espagne. Louis de Foix aurait donc créé à Vayres la magnifique façade, à décor maniériste (style de la Renaissance finissante) et d’un grand raffinement, sur la cour d’honneur. Son fils est Marc-Antoine de Gourgue, premier président du parlement de Bordeaux et baron de Vayres.

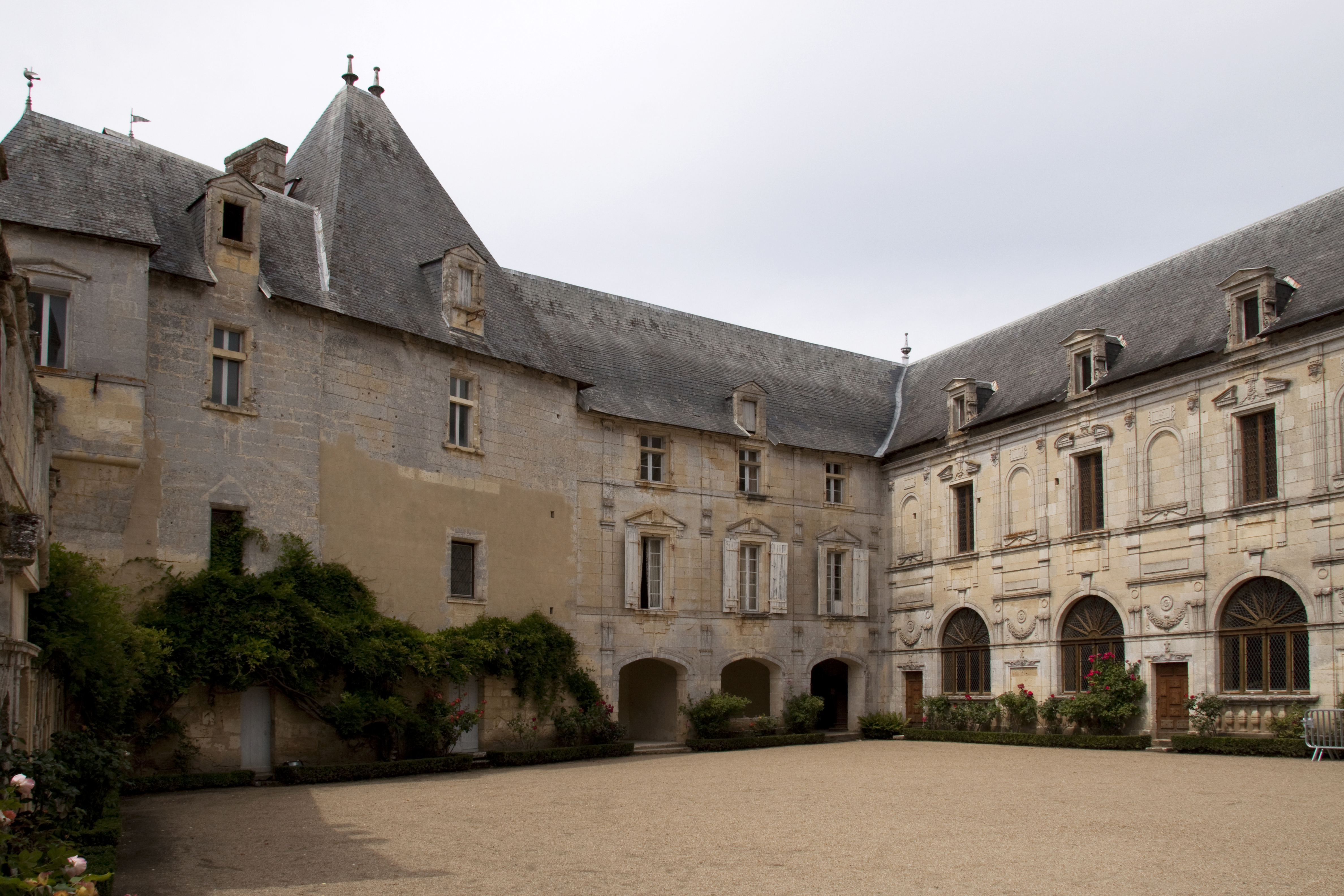
Façade Renaissance donnant sur la haute cour.

### DuXVIIeauXIXesiècle
Le château de Vayres est le théâtre de combats au XVIIe siècle car la famille de Gourgue adhère à la Fronde parlementaire, contre Mazarin et le jeune roi Louis XIV. Le château est très endommagé.

Vers 1700, Jacques-Joseph de Gourgue, évêque de Bazas, en entreprendra la restauration. Il fait apporter des modifications qui mettent le bâtiment au goût du jour : côté Dordogne, on harmonise les corps de bâtiments, on crée un escalier monumental qui enjambe les douves, et on ajoute un toit à l'impériale au pavillon central. Au même moment il fait rajouter un clocher à l'église de Vayre, également surmonté d'un toit à l'impérial. 

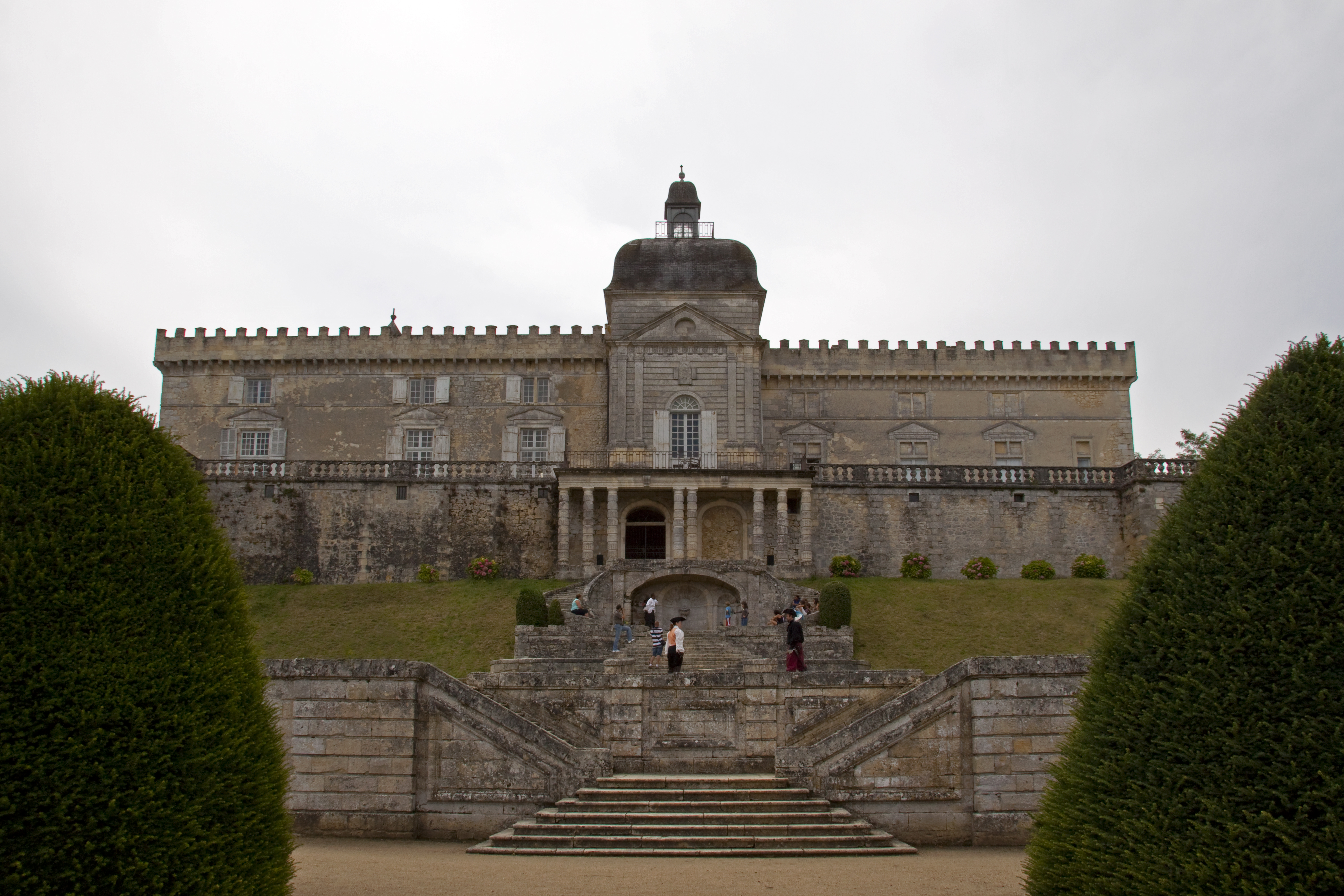
Façade remaniée donnant sur la Dordogne, avec l'escalier monumental et le pavillon central surmonté d'un toit à l'impériale.
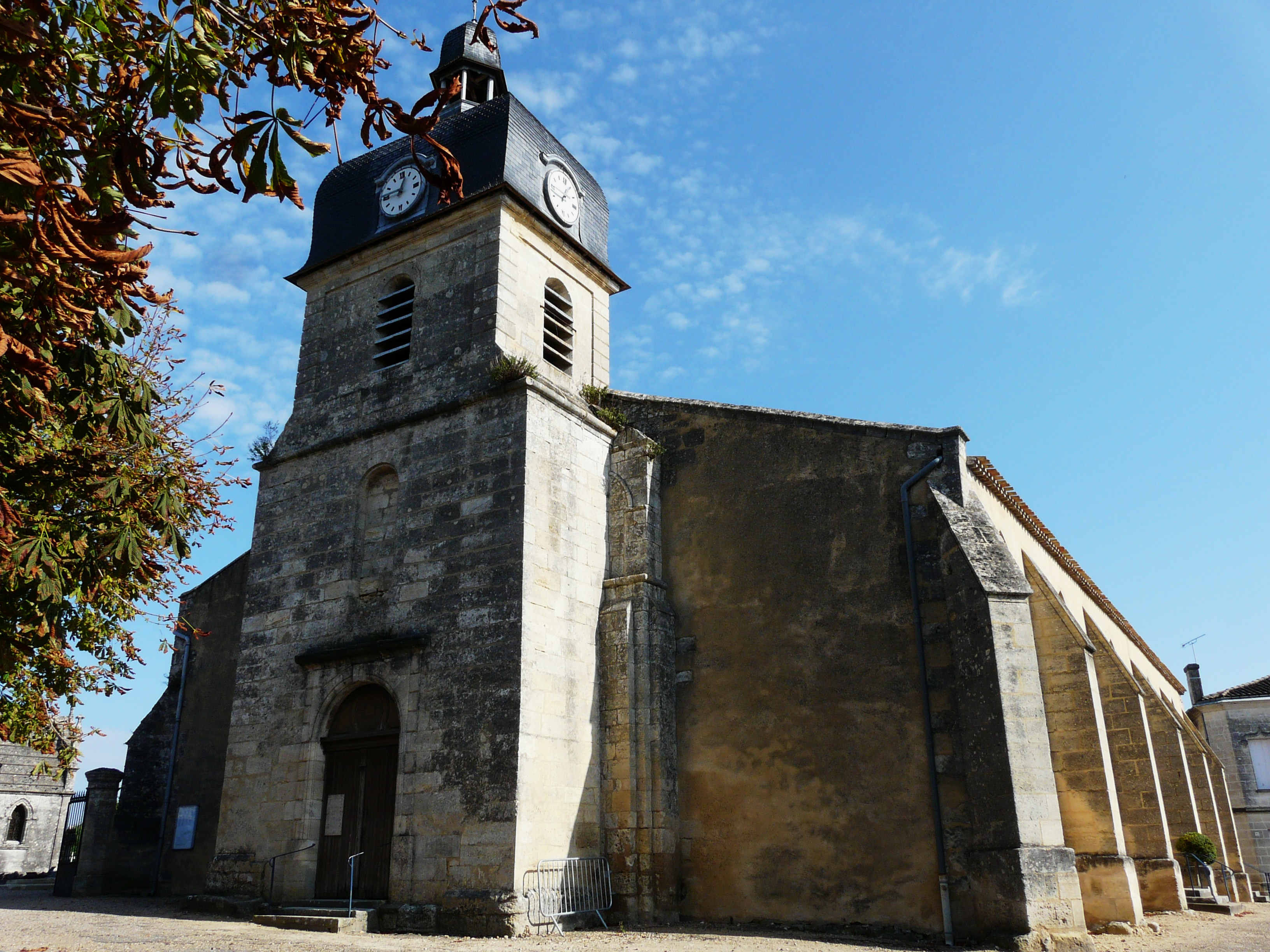
Eglise Saint-Jean-Baptise de Vayres, avec son nouveau clocher surmonté d'un toit à l'impériale.

Le pont-levis et la barbacane sont quant à eux remplacés par un pont "dormant" et un portique à la Vauban par où l’on pénètre désormais dans le château. 
Le château de Vayres n’a plus subi de transformation depuis cette époque.

### Depuis leXXesiècle

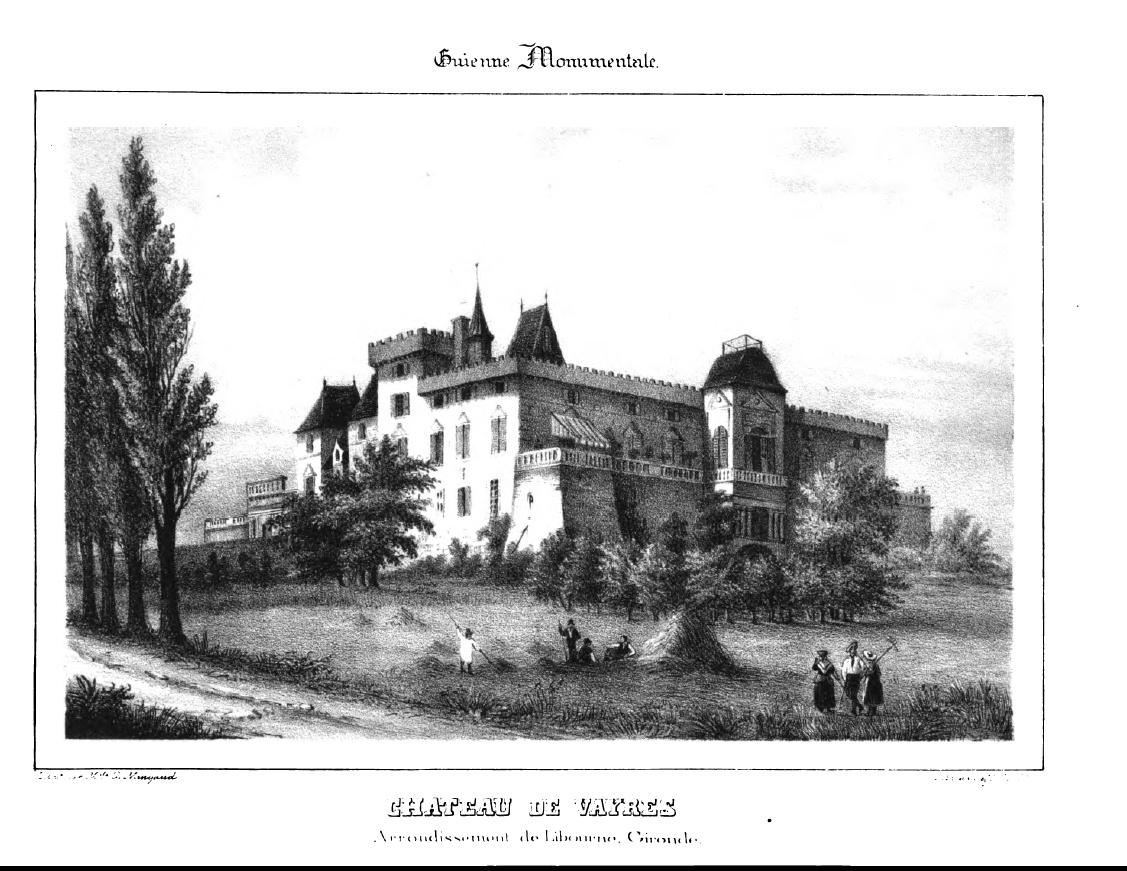
Le château en 1842.

La famille de Gourgue est restée propriétaire jusqu’aux environs de 1900. Le château est alors acquis par Mr et Mme Pavillon qui modernisent l'intérieur des appartements et font construire une lanterne au-dessus du dôme. Se succèdent comme propriétaires, les Dubos, puis les Barde qui vendent aux enchères en 1996 au banquier et président du groupe LFPI, La Financière Patrimoniale d'Investissement, Gilles Etrillard, qui confie la gestion du domaine à sa sœur Sylvie Boucly.
Les façades et toitures du château, du moulin et des dépendances ont été classées au titre des monuments historiques le 4 octobre 2001. Le jardin a, quant à lui, été classé par arrêté du 9 avril 2002. Les parties non classées du château, du moulin et des dépendances sont inscrites depuis le 18 septembre 2000.
C'est une propriété privée qui a toujours été habitée. 
Les campagnes de travaux se succèdent : création d'une bibliothèque, restauration des salons d'apparat etc.

## Parcs et jardins

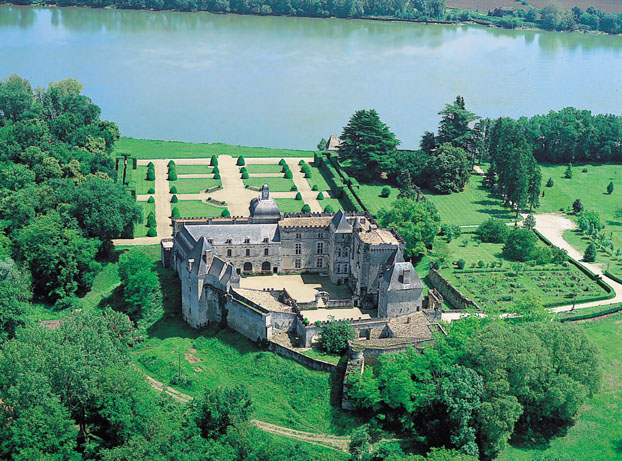
Vue aérienne du château et du parc.

Les jardins du XVIIe siècle, représentés sur une gravure dite de Claude Chastillon, étaient vastes et parallèles à la Dordogne.
Abandonnés puis remplacés par des prairies, ils ont été recréés en 1938 avec un dessin plus simple, mais toujours régulier, de parterres à la française par le célèbre architecte-paysagiste Louis-Ferdinand Duprat.
Le parc est labellisé Jardin remarquable.

## Visites
Les visites guidées ont lieu tous les jours pour les groupes (sur réservation), et de Pâques à la Toussaint pour les individuels.
Des animations sont programmées et renouvelées chaque année : parcours d'énigmes complétant les visites, après-midi enfants en famille, journées pédagogiques pour groupes scolaires, nocturnes costumées et théâtralisées pour tout le monde.

## Galerie

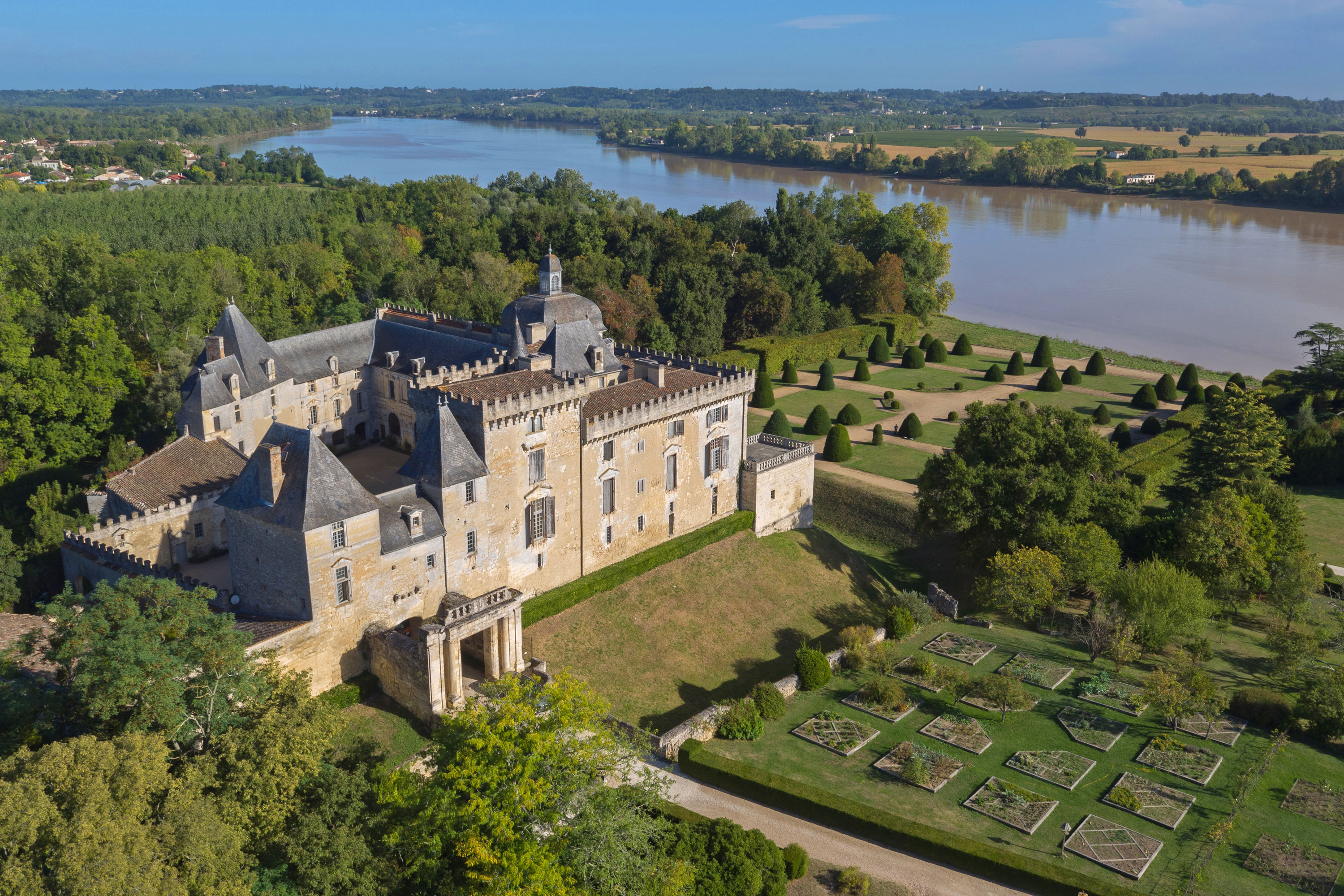
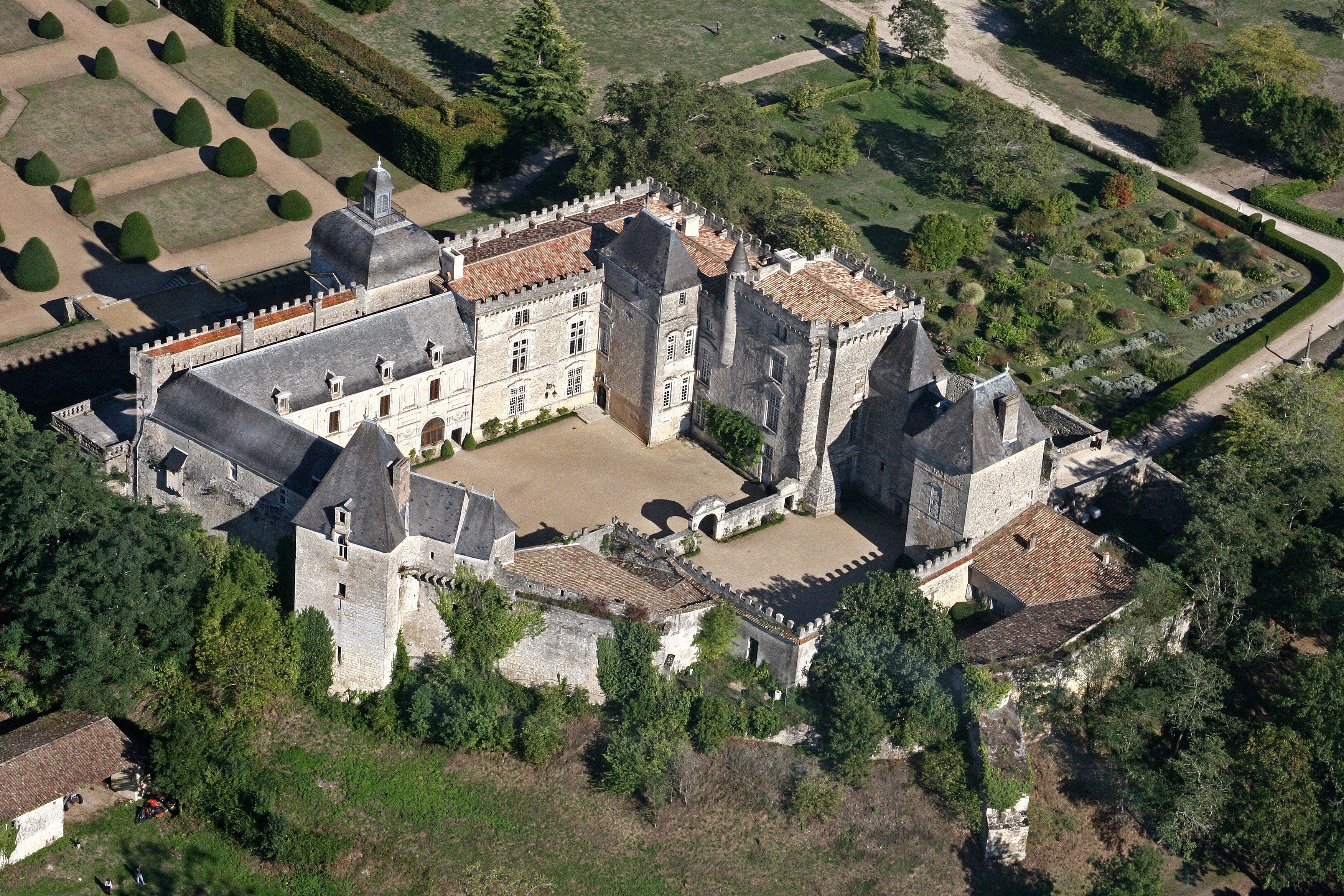
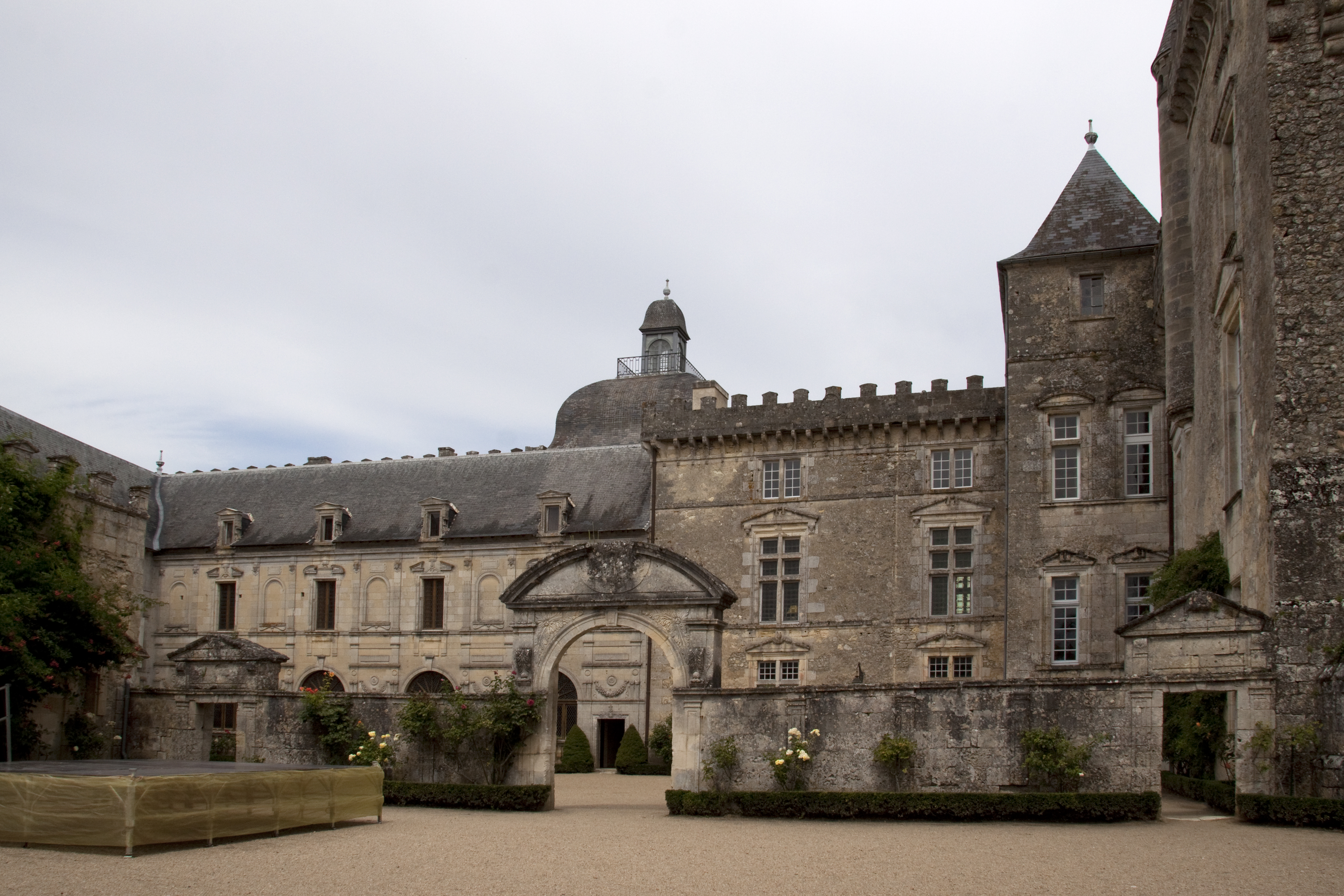
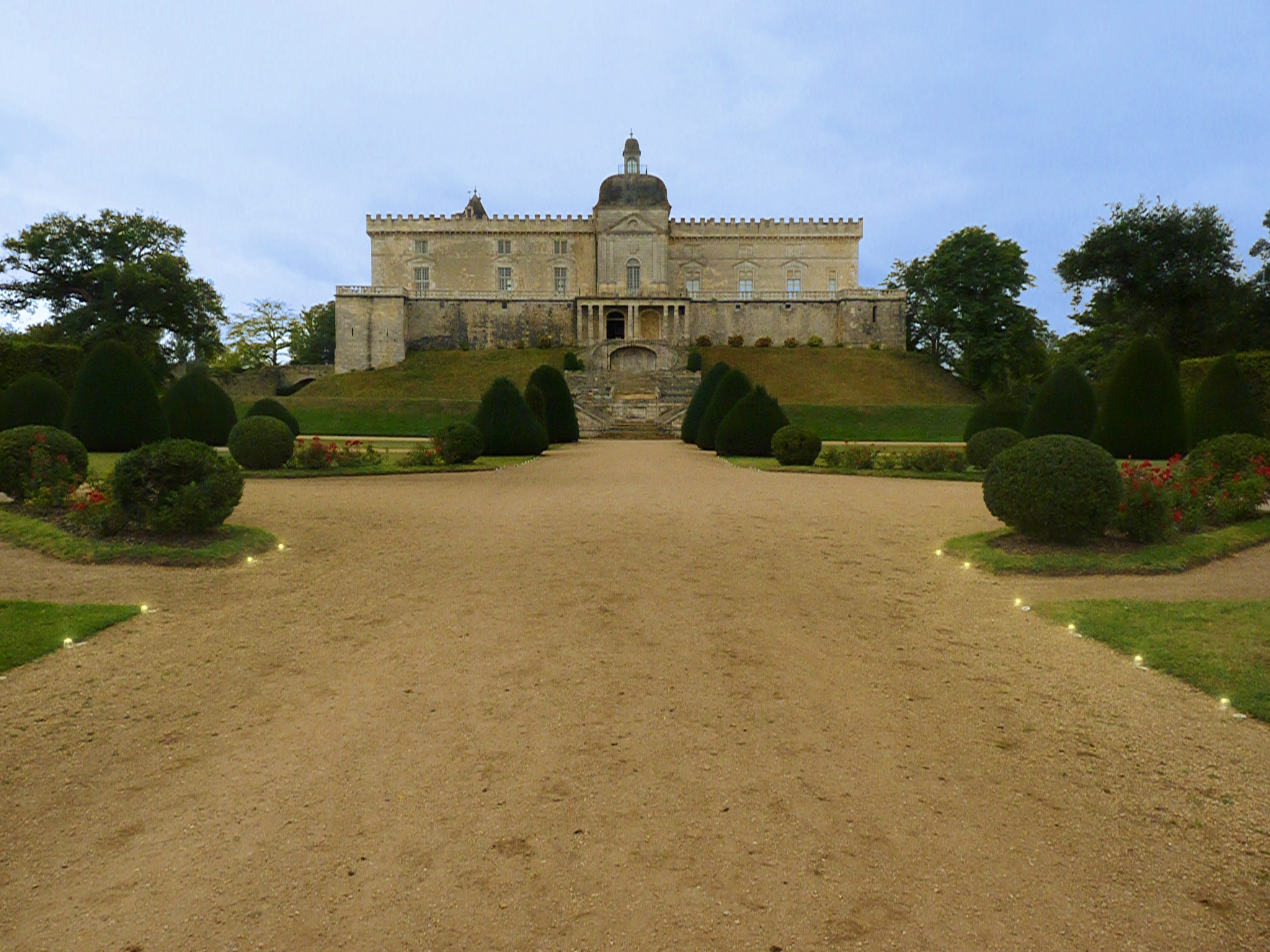

## Le château sur carte-postale

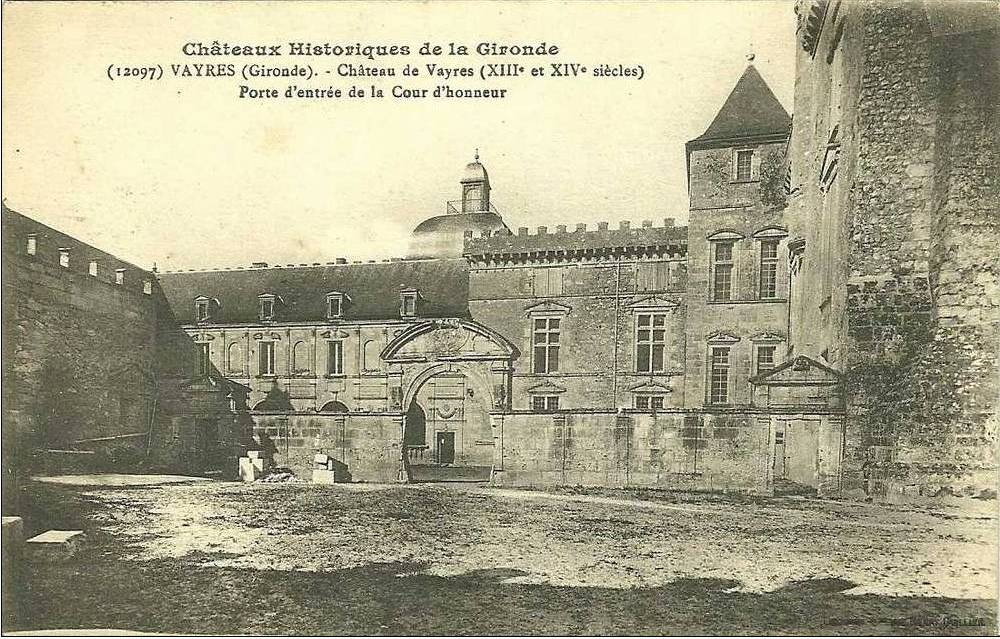
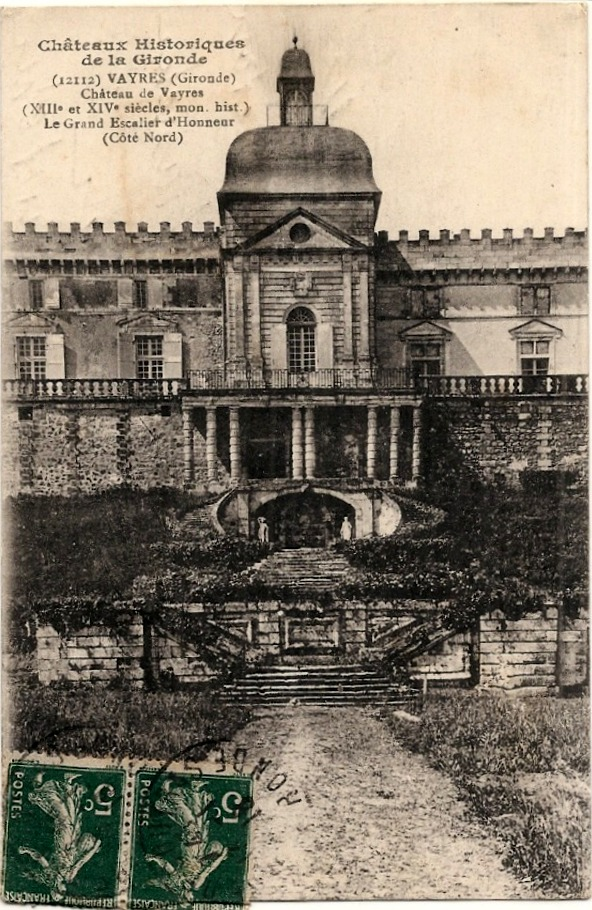
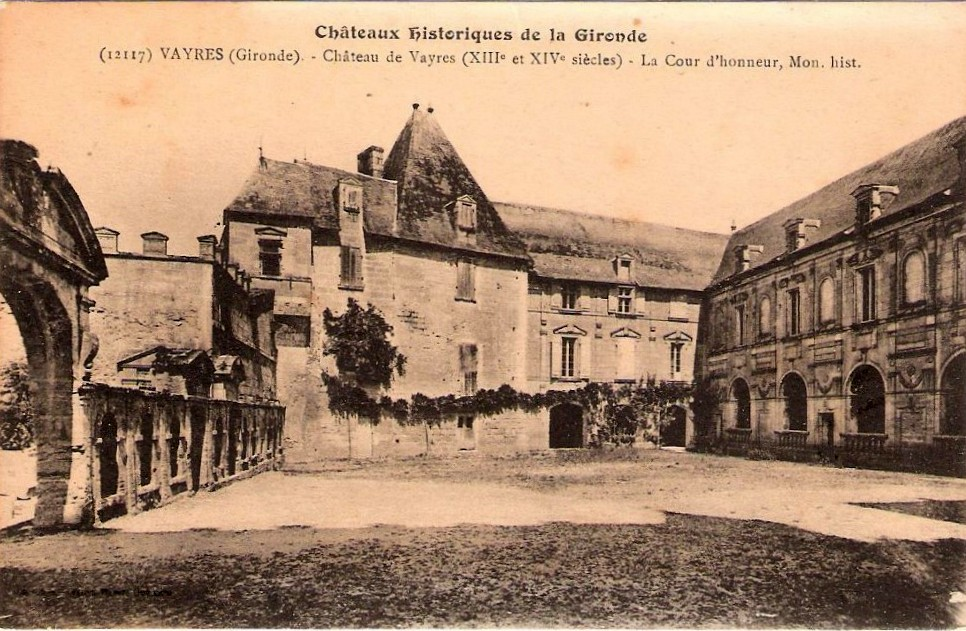
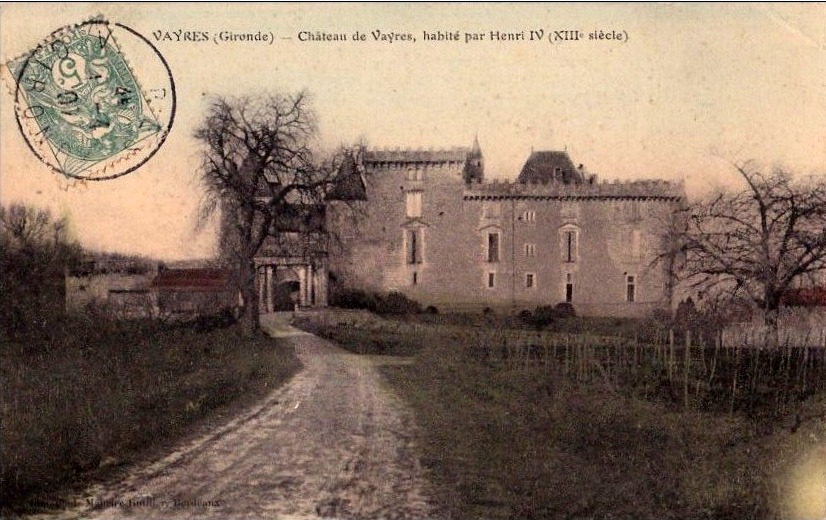
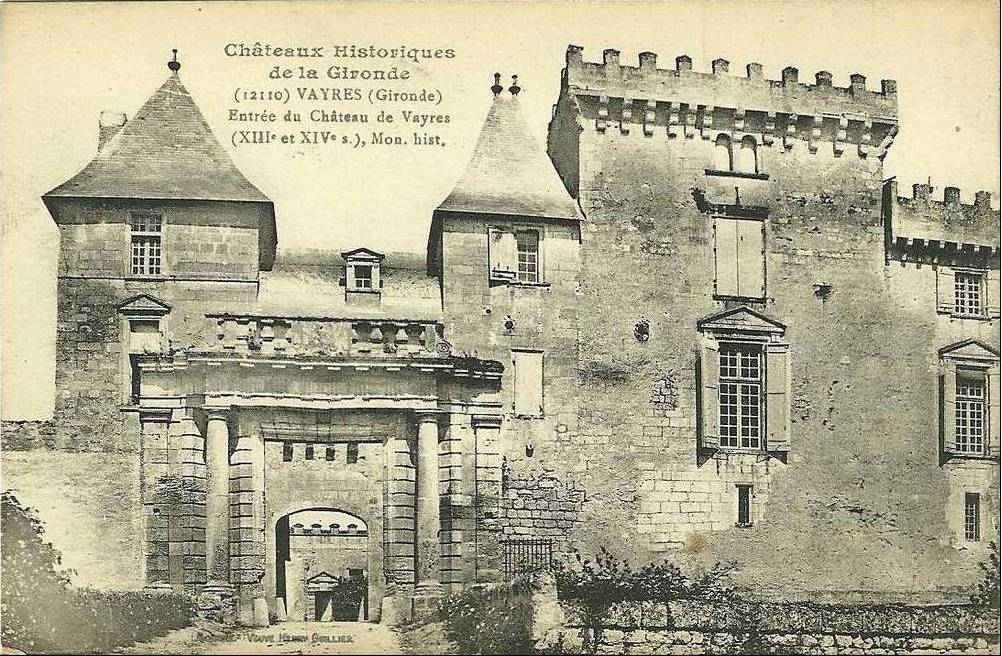
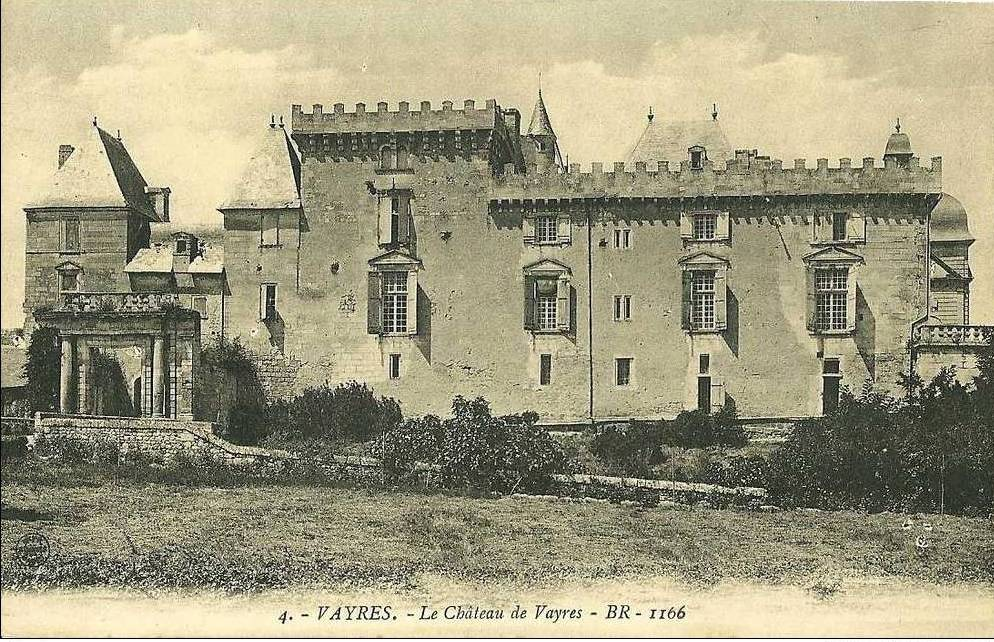
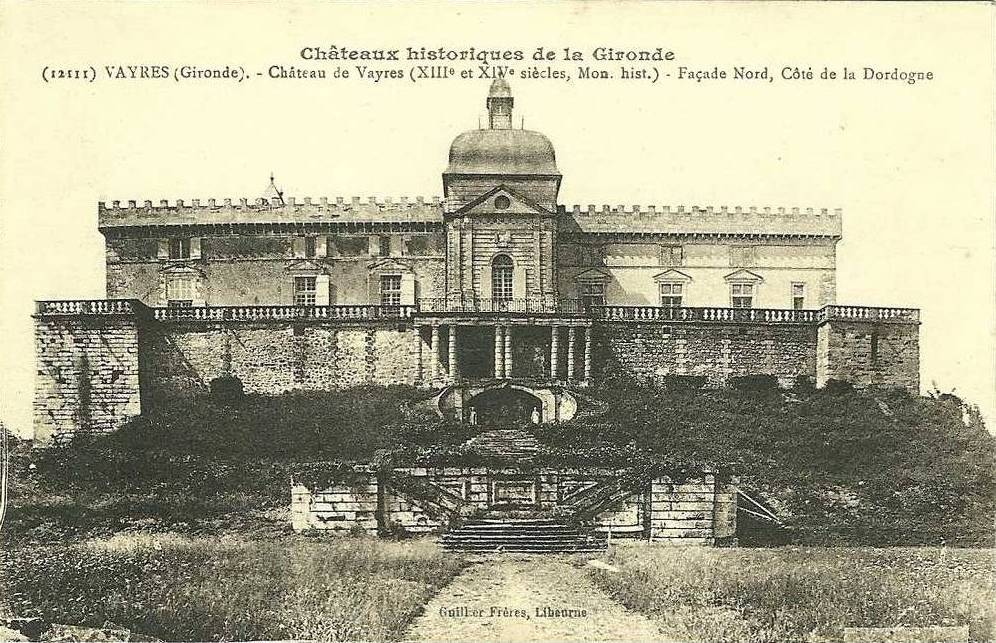
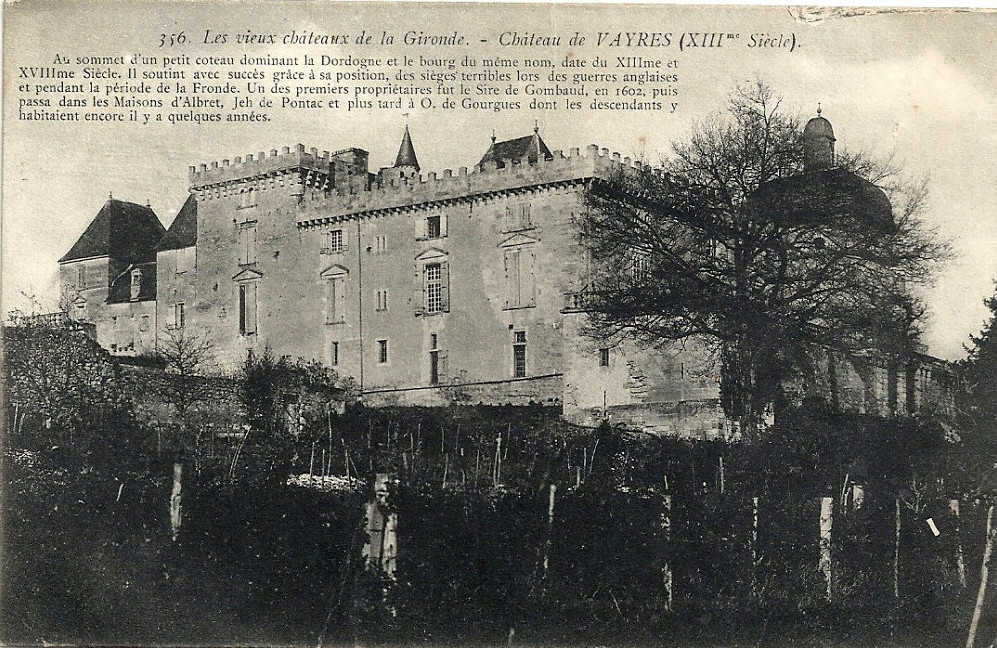
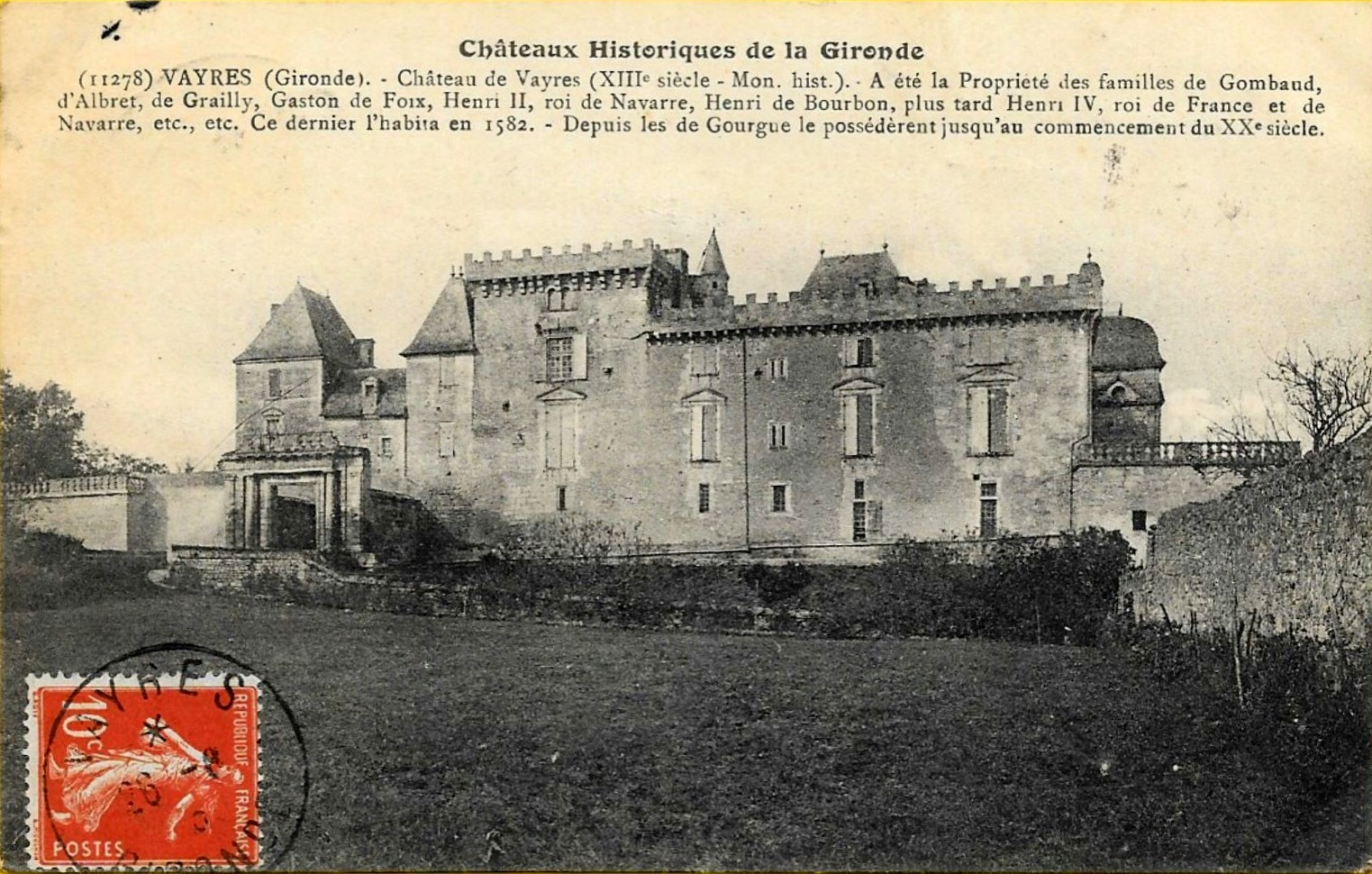
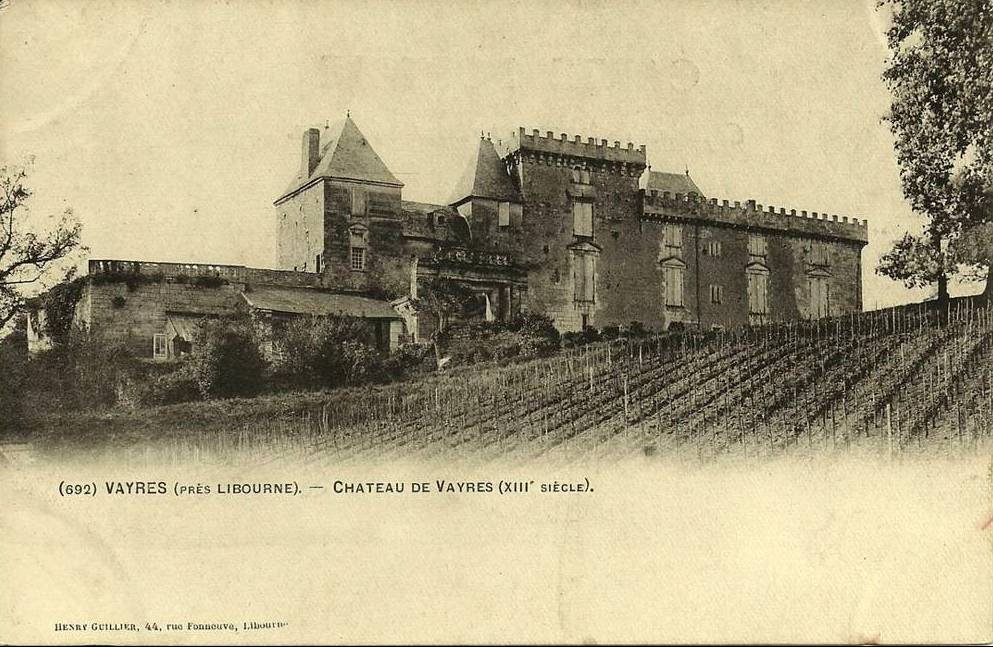
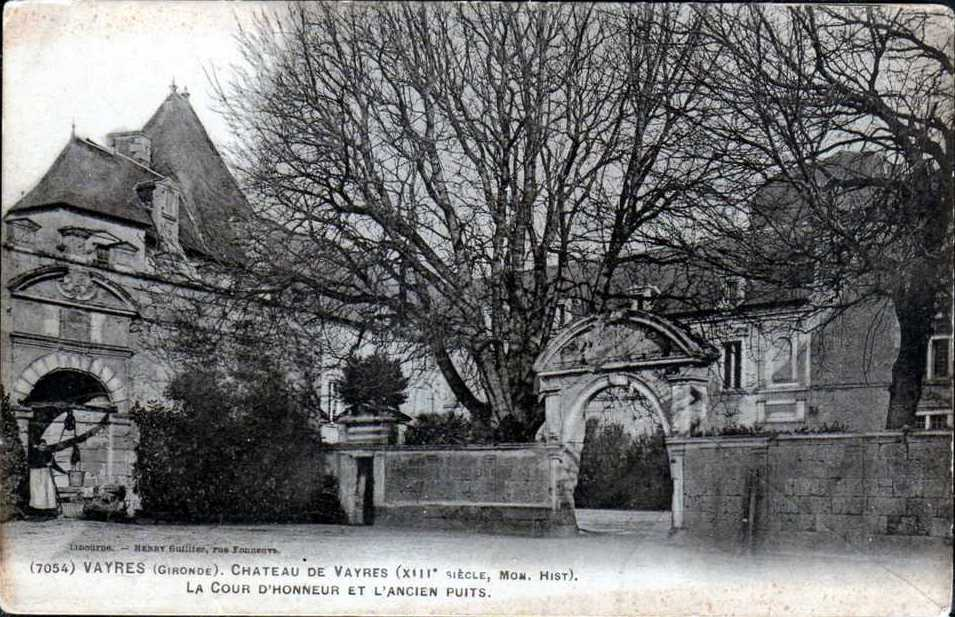